# Fouquières-lès-Béthune
Fouquières-lès-Béthune település Franciaországban, Pas-de-Calais megyében. Lakosainak száma 1111 fő (2022. január 1.). Fouquières-lès-Béthune Béthune, Vaudricourt, Verquin, Fouquereuil, Gosnay és Hesdigneul-lès-Béthune községekkel határos.

## Népesség
A település népességének változása:
| Lakosok száma | 1069 | 1068 | 1095 | 1060 | 1045 | 1131 | 1124 | 1115 | 1111 |
|               | 2013 | 2015 | 2016 | 2017 | 2018 | 2019 | 2020 | 2021 | 2022 |